# Hugh J. Grant
Hugh John Grant (New York, 10 settembre 1858 – New York, 3 novembre 1910) è stato un politico statunitense, 88° sindaco di New York.